# Четырёхногие клещи
Четырёхногие клещи, или галловые клещи, или галлообразующие клещи (лат. Eriophyoidea), — надсемейство клещей из отряда Trombidiformes. Более 4200 видов.

## Описание
Микроскопического размера клещи (0,1—0,3 мм), форма тела червеобразная или веретенообразная. Все постэмбриональные стадии имеют только 4 ноги (задние две пары редуцированы). Включает растительноядных представителей, в том числе опасных вредителей лесных и культурных растений (грушевый клещ, яблоневый галловый клещ, побеговый сливовый, виноградный и другие клещи).
Включает мельчайшего в мире представителя всего класса паукообразных: вид Abacarus hystrix (один из мельчайших видов типа членистоногие в целом) — их длина от 0,125 до 0,250 мм.

## Классификация
В надсемейство включают более 360 родов и 4200 видов. Группа была впервые выделена в 1898 году австрийским акарологом Альфредом Налепой.
- Eriophyidae Nalepa, 1898
- Phytoptidae Murray, 1877
- Diptilomiopidae Keifer, 1944

Древнейшие представители известны из янтаря триасового периода: † Ampezzoa и † Triasacarus.